# Partecipanti alla Milano-Sanremo 2020
Elenco dei partecipanti alla Milano-Sanremo 2020.
La Milano-Sanremo 2020 è stata la centoundicesima edizione della corsa. Alla competizione presero parte 27 squadre, le diciannove iscritte all'UCI World Tour 2020 e le otto squadre invitate (la Gazprom-RusVelo, la Circus-Wanty Gobert, il Team Arkéa-Samsic, la Alpecin-Fenix, la Androni Giocattoli-Sidermec, la Total Direct Énergie, la Bardiani-CSF-Faizanè e la Vini Zabù KTM), tutte di categoria UCI Professional Continental, ciascuna delle quali composta da sei corridori, per un totale di 162 ciclisti.

## Corridori per squadra
Nota: R ritirato, NP non partito, FT fuori tempo, SQ squalificato 
| Deceuninck-Quick Step       | Deceuninck-Quick Step       | Deceuninck-Quick Step       | Circus-Wanty Gobert    | Circus-Wanty Gobert    | Circus-Wanty Gobert    | NTT Pro Cycling Team | NTT Pro Cycling Team  | NTT Pro Cycling Team |
| --------------------------- | --------------------------- | --------------------------- | ---------------------- | ---------------------- | ---------------------- | -------------------- | --------------------- | -------------------- |
| 1                           | Julian Alaphilippe          | 2º                          | 91                     | Jan Bakelants          | 41º                    | 181                  | Giacomo Nizzolo       | 5º                   |
| 2                           | Kasper Asgreen              | 72º                         | 92                     | Aimé De Gendt          | 21º                    | 182                  | Edvald Boasson Hagen  | 100º                 |
| 3                           | Sam Bennett                 | 60º                         | 93                     | Xandro Meurisse        | 34º                    | 183                  | Michael Gogl          | 76º                  |
| 4                           | Tim Declercq                | 108º                        | 94                     | Andrea Pasqualon       | 42º                    | 184                  | Michael Valgren       | 99º                  |
| 5                           | Bob Jungels                 | 73º                         | 95                     | Danny Van Poppel       | 132º                   | 185                  | Roman Kreuziger       | 54º                  |
| 6                           | Zdeněk Štybar               | 19º                         | 96                     | Loïc Vliegen           | 48º                    | 186                  | Max Walscheid         | 146º                 |
| AG2R La Mondiale            | AG2R La Mondiale            | AG2R La Mondiale            | Cofidis                | Cofidis                | Cofidis                | Team Arkéa-Samsic    | Team Arkéa-Samsic     | Team Arkéa-Samsic    |
| 11                          | Oliver Naesen               | 14º                         | 101                    | Elia Viviani           | 39º                    | 191                  | Thomas Boudat         | 129º                 |
| 12                          | Julien Duval                | 149º                        | 102                    | Simone Consonni        | 139º                   | 192                  | Nacer Bouhanni        | 38º                  |
| 13                          | Lawrence Naesen             | 79º                         | 103                    | Christophe Laporte     | 102º                   | 193                  | Daniel McLay          | 133º                 |
| 14                          | Stijn Vandenbergh           | 80º                         | 104                    | Cyril Lemoine          | 78º                    | 194                  | Laurent Pichon        | 121º                 |
| 15                          | Andrea Vendrame             | 11º                         | 105                    | Fabio Sabatini         | 96º                    | 195                  | Clément Russo         | 68º                  |
| 16                          | Larry Warbasse              | 64º                         | 106                    | Kenneth Vanbilsen      | 122º                   | 196                  | Florian Vachon        | 131º                 |
| Alpecin-Fenix               | Alpecin-Fenix               | Alpecin-Fenix               | EF Pro Cycling         | EF Pro Cycling         | EF Pro Cycling         | Team Ineos           | Team Ineos            | Team Ineos           |
| 21                          | Mathieu van der Poel        | 13º                         | 111                    | Alberto Bettiol        | 18º                    | 201                  | Michał Kwiatkowski    | 15º                  |
| 22                          | Dries De Bondt              | 128º                        | 112                    | Simon Clarke           | 44º                    | 202                  | Filippo Ganna         | 74º                  |
| 23                          | Senne Leysen                | 105º                        | 113                    | Lawson Craddock        | 136º                   | 203                  | Gianni Moscon         | 33º                  |
| 24                          | Oscar Riesebeek             | 143º                        | 114                    | Mitchell Docker        | 126º                   | 204                  | Salvatore Puccio      | 62º                  |
| 25                          | Kristian Sbaragli           | 27º                         | 115                    | Magnus Cort Nielsen    | 101º                   | 205                  | Ben Swift             | 32º                  |
| 26                          | Scott Thwaites              | 95º                         | 116                    | Michael Woods          | 65º                    | 206                  | Dylan van Baarle      | 140º                 |
| Androni Giocattoli-Sidermec | Androni Giocattoli-Sidermec | Androni Giocattoli-Sidermec | Gazprom-RusVelo        | Gazprom-RusVelo        | Gazprom-RusVelo        | Team Jumbo-Visma     | Team Jumbo-Visma      | Team Jumbo-Visma     |
| 31                          | Nicola Bagioli              | 116º                        | 121                    | Damiano Cima           | 144º                   | 211                  | Wout Van Aert         | 1º                   |
| 32                          | Mattia Bais                 | 109º                        | 122                    | Igor' Boev             | 115º                   | 212                  | Amund Grøndahl Jansen | 45º                  |
| 33                          | Francesco Gavazzi           | 84º                         | 123                    | Marco Canola           | 36º                    | 213                  | Bert-Jan Lindeman     | 111º                 |
| 34                          | Jhonatan Restrepo           | 127º                        | 124                    | Imerio Cima            | 114º                   | 214                  | Paul Martens          | 107º                 |
| 35                          | Josip Rumac                 | 142º                        | 125                    | Stepan Kur'janov       | 118º                   | 215                  | Timo Roosen           | 59º                  |
| 36                          | Nicola Venchiarutti         | R                           | 126                    | Simone Velasco         | 43º                    | 216                  | Antwan Tolhoek        | 141º                 |
| Astana Pro Team             | Astana Pro Team             | Astana Pro Team             | Groupama-FDJ           | Groupama-FDJ           | Groupama-FDJ           | Team Sunweb          | Team Sunweb           | Team Sunweb          |
| 41                          | Aleksej Lucenko             | 55º                         | 131                    | Arnaud Démare          | 24º                    | 221                  | Michael Matthews      | 3º                   |
| 42                          | Alex Aranburu               | 7º                          | 132                    | Miles Scotson          | 89º                    | 222                  | Nikias Arndt          | 56º                  |
| 43                          | Manuele Boaro               | R                           | 133                    | Jacopo Guarnieri       | 103º                   | 223                  | Tiesj Benoot          | 20º                  |
| 44                          | Omar Fraile                 | 104º                        | 134                    | Ignatas Konovalovas    | R                      | 224                  | Cees Bol              | 137º                 |
| 45                          | Gorka Izagirre              | 22º                         | 135                    | Stefan Küng            | 52º                    | 225                  | Søren Kragh Andersen  | 57º                  |
| 46                          | Davide Martinelli           | 92º                         | 136                    | Ramon Sinkeldam        | 88º                    | 226                  | Jasha Sütterlin       | R                    |
| Bahrain-McLaren             | Bahrain-McLaren             | Bahrain-McLaren             | Israel Start-Up Nation | Israel Start-Up Nation | Israel Start-Up Nation | Total Direct Énergie | Total Direct Énergie  | Total Direct Énergie |
| 51                          | Sonny Colbrelli             | 63º                         | 141                    | Guillaume Boivin       | 40º                    | 231                  | Leonardo Bonifazio    | 138º                 |
| 52                          | Damiano Caruso              | 25º                         | 142                    | Davide Cimolai         | 90º                    | 232                  | Niccolò Bonifazio     | 46º                  |
| 53                          | Iván García Cortina         | 93º                         | 143                    | Alex Dowsett           | R                      | 233                  | Adrien Petit          | 87º                  |
| 54                          | Marco Haller                | R                           | 144                    | Reto Hollenstein       | 82º                    | 234                  | Geoffrey Soupe        | 37º                  |
| 55                          | Matej Mohorič               | 10º                         | 145                    | Rory Sutherland        | 148º                   | 235                  | Anthony Turgis        | 29º                  |
| 56                          | Dylan Teuns                 | 70º                         | 146                    | Rick Zabel             | 81º                    | 236                  | Dries Van Gestel      | 58º                  |
| Bardiani-CSF-Faizanè        | Bardiani-CSF-Faizanè        | Bardiani-CSF-Faizanè        | Lotto Soudal           | Lotto Soudal           | Lotto Soudal           | Trek-Segafredo       | Trek-Segafredo        | Trek-Segafredo       |
| 61                          | Vincenzo Albanese           | 135º                        | 151                    | Caleb Ewan             | 113º                   | 241                  | Vincenzo Nibali       | 23º                  |
| 62                          | Iuri Filosi                 | R                           | 152                    | Jasper De Buyst        | 110º                   | 242                  | Gianluca Brambilla    | 47º                  |
| 63                          | Filippo Fiorelli            | 112º                        | 153                    | Frederik Frison        | R                      | 243                  | Giulio Ciccone        | 30º                  |
| 64                          | Fabio Mazzucco              | 145º                        | 154                    | Philippe Gilbert       | 9º                     | 244                  | Nicola Conci          | 85º                  |
| 65                          | Daniel Savini               | 94º                         | 155                    | Nikolas Maes           | 106º                   | 245                  | Koen de Kort          | 98º                  |
| 66                          | Alessandro Tonelli          | 117º                        | 156                    | Tosh Van Der Sande     | 147º                   | 246                  | Jacopo Mosca          | 61º                  |
| Bora-Hansgrohe              | Bora-Hansgrohe              | Bora-Hansgrohe              | Mitchelton-Scott       | Mitchelton-Scott       | Mitchelton-Scott       | UAE Team Emirates    | UAE Team Emirates     | UAE Team Emirates    |
| 71                          | Peter Sagan                 | 4º                          | 161                    | Michael Albasini       | 130º                   | 251                  | Fernando Gaviria      | 91º                  |
| 72                          | Cesare Benedetti            | 53º                         | 162                    | Alexander Edmondson    | 67º                    | 252                  | Davide Formolo        | 16º                  |
| 73                          | Marcus Burghardt            | 51º                         | 163                    | Alexander Konychev     | 69º                    | 253                  | Alexander Kristoff    | 83º                  |
| 74                          | Oscar Gatto                 | R                           | 164                    | Cameron Meyer          | 125º                   | 254                  | Tadej Pogačar         | 12º                  |
| 75                          | Felix Großschartner         | 75º                         | 165                    | Dion Smith             | 6º                     | 255                  | Maximiliano Richeze   | 119º                 |
| 76                          | Daniel Oss                  | 71º                         | 166                    | Robert Stannard        | 26º                    | 256                  | Oliviero Troia        | 120º                 |
| CCC Team                    | CCC Team                    | CCC Team                    | Movistar Team          | Movistar Team          | Movistar Team          | Vini Zabù KTM        | Vini Zabù KTM         | Vini Zabù KTM        |
| 81                          | Greg Van Avermaet           | 8º                          | 171                    | Héctor Carretero       | R                      | 261                  | Giovanni Visconti     | 50º                  |
| 82                          | Alessandro De Marchi        | 31º                         | 172                    | Dario Cataldo          | 123º                   | 262                  | Marco Frapporti       | 134º                 |
| 83                          | Jonas Koch                  | 66º                         | 173                    | Gabriel Cullaigh       | R                      | 263                  | Roberto González      | 97º                  |
| 84                          | Fausto Masnada              | 49º                         | 174                    | Matteo Jorgenson       | 17º                    | 264                  | Umberto Marengo       | 77º                  |
| 85                          | Michael Schär               | 124º                        | 175                    | Eduardo Sepúlveda      | 86º                    | 265                  | James Mitri           | FT                   |
| 86                          | Matteo Trentin              | R                           | 176                    | Davide Villella        | 35º                    | 266                  | Lorenzo Rota          | 28º                  |